# Långegöl (Ekeberga socken, Småland, 630739-147603)
Långegöl är en sjö i Lessebo kommun i Småland och ingår i Lyckebyåns huvudavrinningsområde. Sjön har en area på 0,0784 kvadratkilometer och ligger 236 meter över havet. Sjön avvattnas av vattendraget Lyckebyån.

## Delavrinningsområde
Långegöl ingår i det delavrinningsområde (630558-147669) som SMHI kallar för Utloppet av Visjön. Medelhöjden är 237 meter över havet och ytan är 12,54 kvadratkilometer. Det finns inga avrinningsområden uppströms utan avrinningsområdet är högsta punkten. Avrinningsområdets utflöde Lyckebyån mynnar i havet. Avrinningsområdet består mestadels av skog (76 procent). Avrinningsområdet har 1,16 kvadratkilometer vattenytor vilket ger det en sjöprocent på 9,3 procent.